# Metropolia di Rjazan'

Mappa dell'oblast' di Rjazan'.

La metropolia di Rjazan' (in russo Рязанская митрополия?) è una delle province ecclesiastiche che costituiscono la Chiesa ortodossa russa.
Istituita dal Santo Sinodo il 6 ottobre 2011, comprende l'intera oblast' di Rjazan' nel circondario federale centrale.
È costituita da 3 eparchie:
- Eparchia di Rjazan'
- Eparchia di Kasimov
- Eparchia di Skopin

Sede della metropolia è la città di Rjazan', il cui eparca ha il titolo di "Metropolita di Rjazan' e Michajlov".